# Субпрефектура Сідаді-Адемар
Субпрефектура Сідаді-Адемар (порт. Subprefeitura da Cidade Ademar) — одна з 31 субпрефектури міста Сан-Паулу, розташована на півдні міста. Її повна площа 30,7 км², населення близько 370 тис. мешканців. Складається з двох округів:
- Сідаді-Адемар (Cidade Ademar)
- Педрейра (Pedreira)

| Бразилія | Це незавершена стаття з географії Бразилії. Ви можете допомогти проєкту, виправивши або дописавши її. |